# Radovanu
Radovanu – wieś w Rumunii, w okręgu Călărași, w gminie Radovanu. W 2011 roku liczyła 3802 mieszkańców.